# Příze tvarované nepravým zákrutem

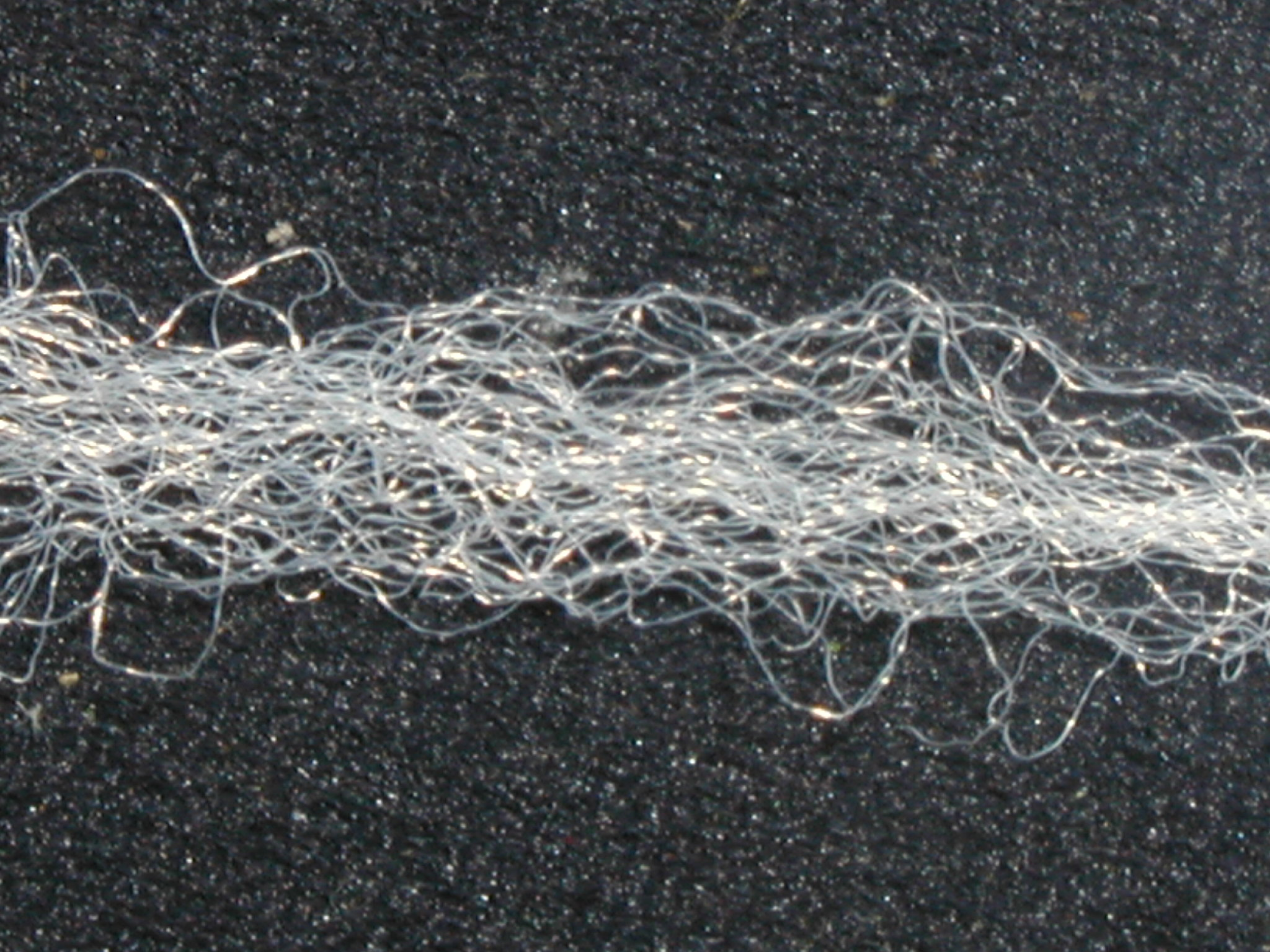
Tvarovaný polyamidový filament

Příze tvarované nepravým zákrutem jsou termoplastické  filamenty zkadeřené speciálním krutným ústrojím. Všeobecně se označují zkratkou DTY (draw textured yarn), protože se současně s tvarováním  dlouží.

## Historie tvarovaných přízí
Nejstarší známý patent na tvarování příze nepravým zákrutem byl dokument US72760934A, který obdrželi vynálezci 
Finlayson a Happey v roce 1933. K praktickém uplatnění došlo teprve v 50. letech s použitím  torzního tvarování příze, za jehož vynálezce jsou považování Angličani Artur a Weller. 
Průmyslová výroba se stroji na bázi krutného vřetena (asi od roku 1970) byla brzy z velké části nahrazena stroji s frikčními kotouči. Tato konstrukce se používá v řadě variant i ve 3. dekádě 
21. století. Celosvětová produkce tvarovaných přízí se zvýšila z 1800 tun v roce 1977 na 15 000 tun v roce 1988.
V Československu se vyráběly v 70. a 80. letech stroje se vřetenovým i frikčním krutným ústrojím (s výkonem asi o 1/3 nižším, než srovnatelné západoevropské výrobky).
Za rok 2023 se udával celosvětový výnos z prodeje DTY přízí s částkou 5,7 miliard USD (při průměrné ceně 2,70 USD/kg to byly řádově 2 miliony tun příze).

## Způsob výroby DTY příze
Cíl tvarování je tvorba trvalé spirály z příze vzniklé zákrutem, který zaniká okamžitě po průchodu příze krutným ústrojím. 
Tvarování při současném dloužení je komplexní, kontinuální proces probíhající několika fázemi, které se zčásti překrývají. Jednotlivé části se zjednodušeně definují:

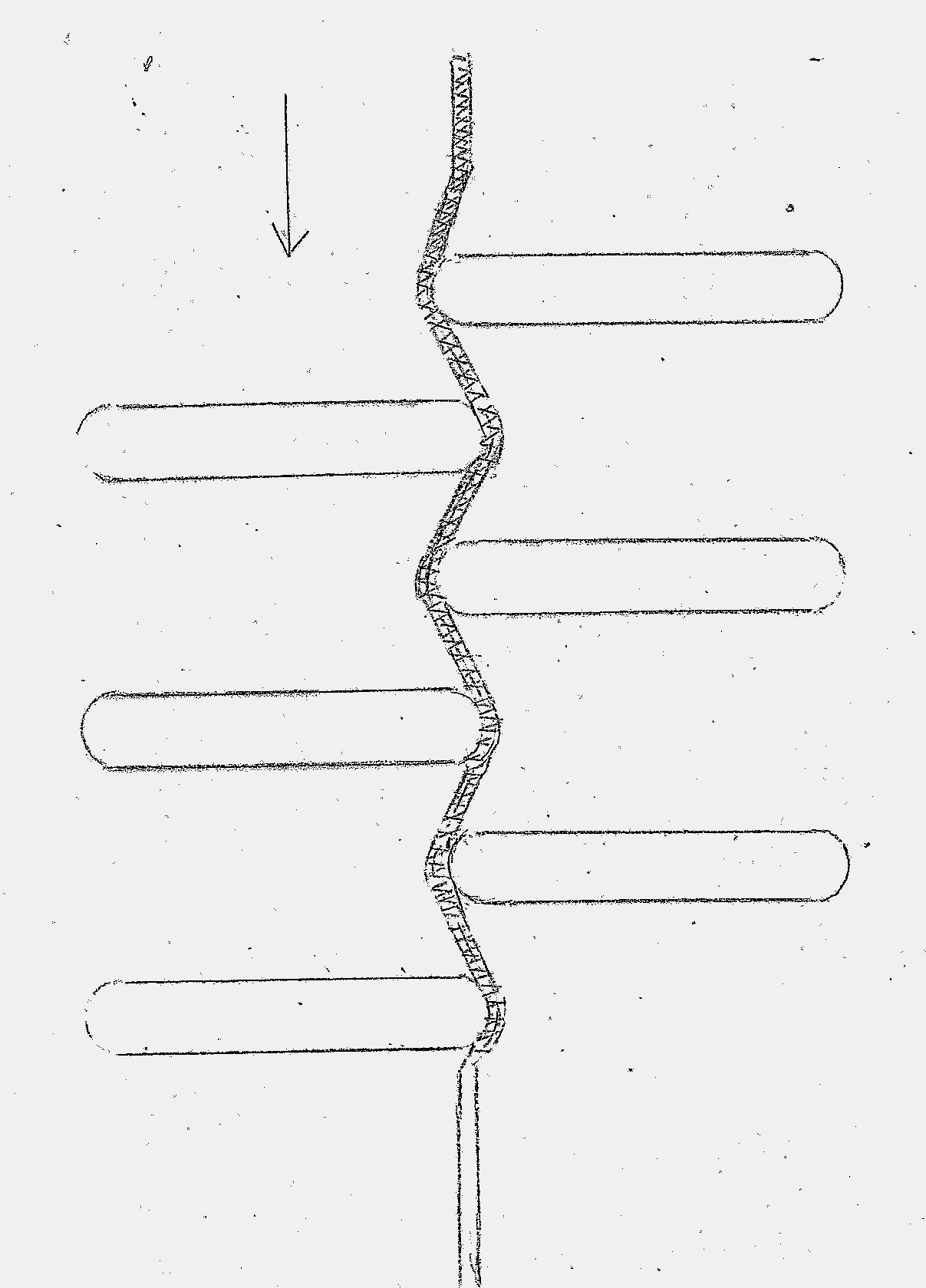
Schéma udělování zákrutu torzními kotouči

- předloha cívek s částečně dlouženým (POY) multifilamentem z PET,  PA nebo PP
- dloužení 1,7–1,8 x (mezi podáváním z cívečnice a odváděním z krutného ústrojí)[7]
- tepelná fixace = zařívání na 250-500 °C a začátek zakrucování

Optimální výše zákrutu pro určitou jemnost tvarované příze se dá vypočítat podle emprického vzorce:
{\displaystyle t/m={\frac {800+305560}{48+dtex}}}
- chlazení pod 100 °C
- torzní tvarování: Soustava 3 až 9 kotoučů s max. 18 000 otáčkami s drsným povrchem z polypropylenu nebo keramiky

Poměr rychlosti krutných kotoučů k rychlosti probíhající příze D/Y (m/min), který se seřizuje v rozsahu 1,6 až 2,4 podstatně ovlivnuje vlastnosti výsledné příze
- 2. zahřívání („bistabilizace“) při 140 °C
- intermingling (vzájemné zauzlení jednotlivých filamentů proudem vzduchu): tlak 3–5 bar, cca 100 uzlů na metr příze[9]
- navíjení na cívky o váze do 5 kg[5]

### Výrobní zařízení
DTY stroje se staví většinou s 200 až 400 vývody („vřeteny“) a instalují na ploše cca 150 m² s celkovou výškou do 6 m. Např. zařízení čínské výroby z roku 2024 s 384 vývody se nabízí za 600 000 až 900 000 USD.

### Vyráběné druhy příze
Běžně: 15–300 dtex, matné, lesklé, interminglované (10 až 120 uzlíků/m)x, 2× skané, barvené ve hmotě kationické
x Intermingling je technika tvorby uzlíků vzájemným propletením jednotlivých filamentů v přízi s pomocí proudu stlačeného vzduchu.

## Vlastnosti
Tvarovaná příze má napodobovat vzhled, omak a objemnost bavlněné příze při zachování nebo zlepšení pozitivních vlastností zpracovávaných syntetických filamentů.
Fyzikální vlastnosti DTY příze z různých materiálů:
| Vlastnosti / materiál  | PA 6    | PA 66   | PET     | PP      |
| ---------------------- | ------- | ------- | ------- | ------- |
| Specif. hmotnost g/cm³ | 1,14    | 1,14    | 1,38    | 0,91    |
| Pevnost cN/dtex        | 4–6     | 4–6     | 3,5–6   | 2,5–6   |
| Navlhavost             | 2,5–4,5 | 3,–45   | 0,2–0,5 | 0,04    |
| Tavný bod °C           | 215–225 | 225–260 | 250–260 | 160-175 |
| Hořlavost LOY (%)      | 20–21   | 20–24   | 20–22   | 19–20   |

## Použití
Příze se používají k výrobě mnoha druhů tkanin a pletenin, zejména pro oděvní a bytové účely.